# The Magic Sword
The Magic Sword – brytyjski krótkometrażowy film z 1901 roku w reżyserii Waltera R. Bootha.

## Fabuła
Na dach antycznego pałacu wychodzi rycerz ze swoją damą. Zakochanym przerywa pojawienie się złej czarownicy. Rycerz szybko ją przegania. Wiedźma wsiada na miotłę i odlatuje, ale rozkazuje swoim goblinom porwanie dziewczyny. Te posłusznie wykonują polecenie. Zrozpaczonemu rycerzowi na pomoc przychodzi wróżka. Daje mu magiczny miecz, który umożliwi mu uwolnienie damy.